# Dendronephthya semperi
Dendronephthya semperi är en korallart som beskrevs av Studer 1888. Dendronephthya semperi ingår i släktet Dendronephthya och familjen Nephtheidae. Inga underarter finns listade i Catalogue of Life.